# Vindula orahilia
Vindula orahilia är en fjärilsart som beskrevs av Napoleon Manuel Kheil 1884. Vindula orahilia ingår i släktet Vindula och familjen praktfjärilar. Inga underarter finns listade i Catalogue of Life.